# Викторяны
Викторяны (укр. Вікторяни) — село в Боратинской сельской общине Луцкого района Волынской области Украины.
Код КОАТУУ — 0722885402. Население по переписи 2001 года составляет 54 человека. Почтовый индекс — 45650. Телефонный код — 332. Занимает площадь 0,317 км².